# Naviglio della Martesana

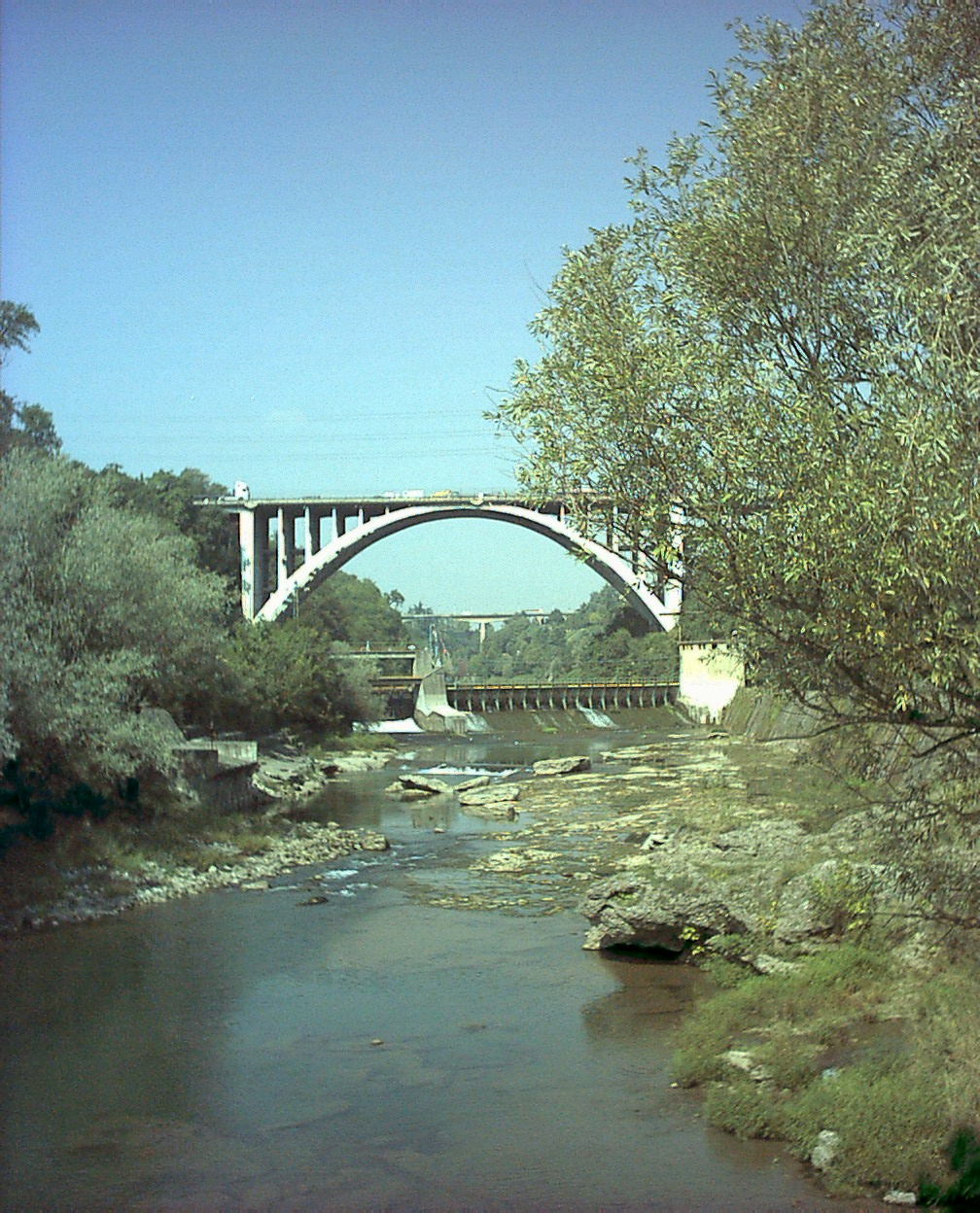
Adda bei Crespi d’Adda, hinten links die Einmündung des Naviglio Martesana

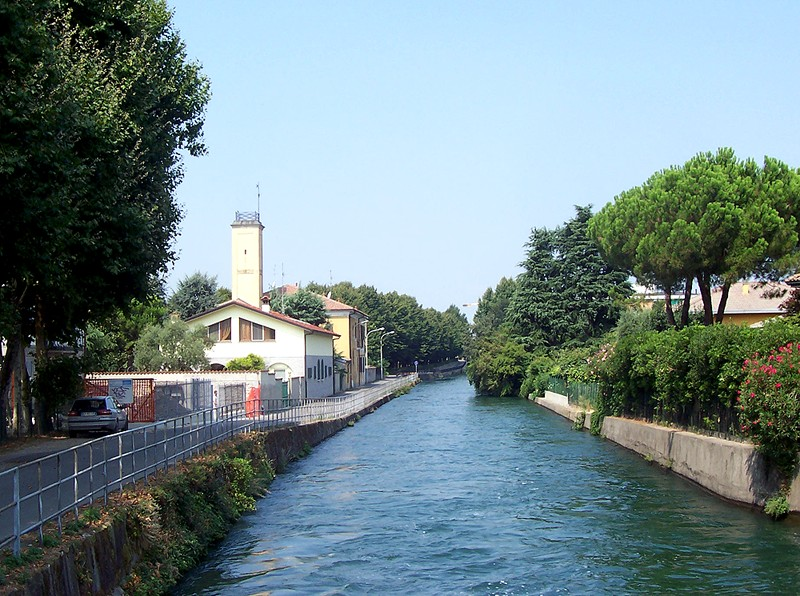
Naviglio della Martesana in Inzago.

Der Naviglio della Martesana (öfter Naviglio Martesana und in der Vergangenheit Naviglio Piccolo genannt) ist ein historischer Naviglio (Kanal), der den Fluss Adda mit der Stadt Mailand  verbindet. Die Adda bezieht ihr Wasser aus dem Comer See. 
Der Naviglio Martesana ist 9 bis 18 Meter breit, bis 3 Meter tief und 38 Kilometer lang. 
In seinem Weg durchquert er u. a. die Gemeinden Gorgonzola und Cernusco sul Naviglio, in unmittelbarer Nähe von Mailand verschwindet er dann unter der Stadt. 
Durch die historischen Transportwege Naviglio della Martesana, Naviglio Grande und Naviglio Pavese war Mailand mit den Flüssen Adda und Ticino und über diese mit dem Lago Maggiore und dem Comer See sowie über den Po mit der Adria verbunden.